# Andrew Elliot

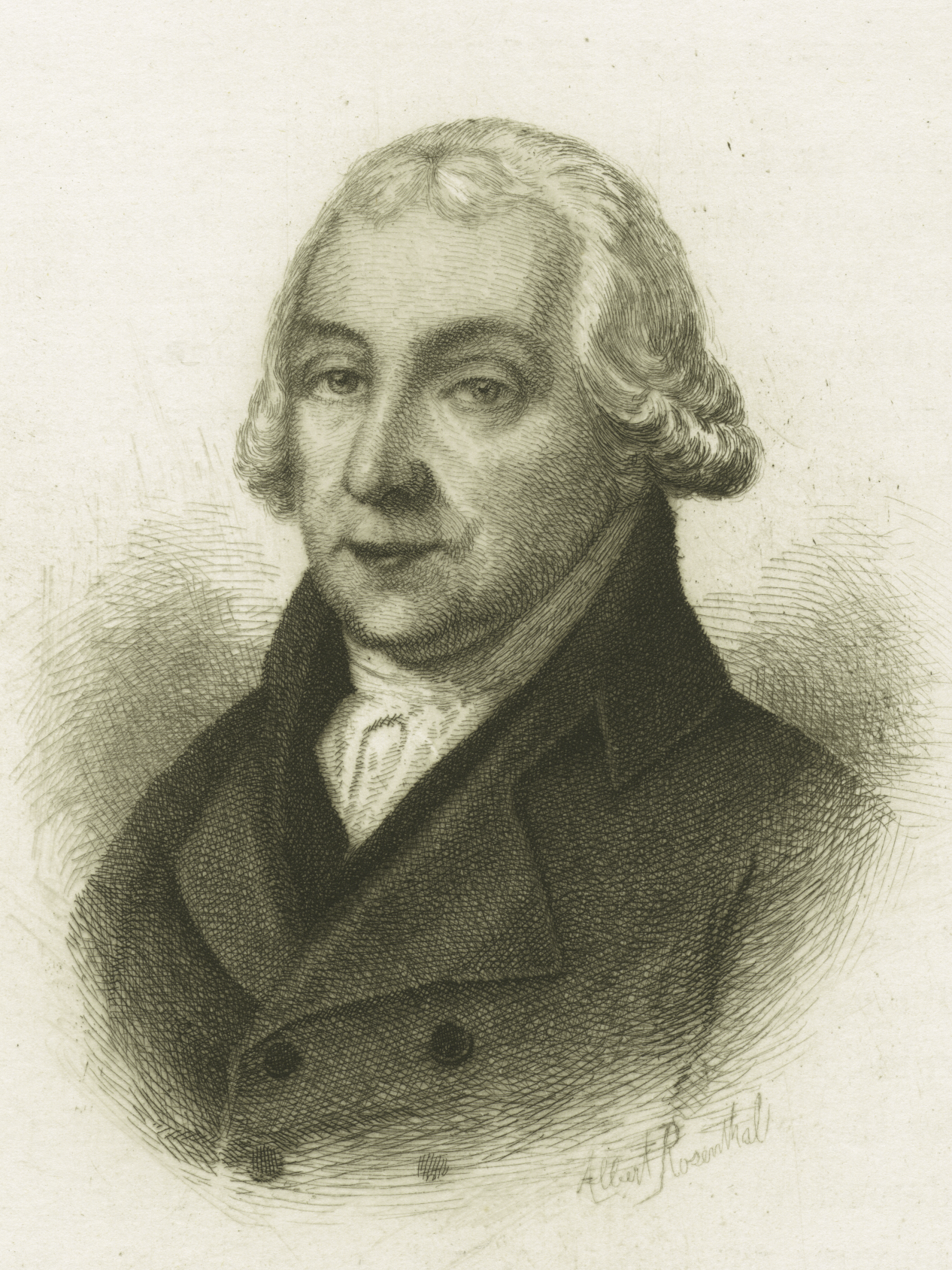
Porträt des Andrew Elliot von Albert Rosenthal

Andrew Elliot (* November 1728 in Edinburgh, Schottland; † 25. Mai 1797 in Jedburgh, Schottland) war im Jahr 1783 der letzte britische Gouverneur der Provinz New York.

## Leben
Andrew Elliot wuchs in seiner schottischen Heimat auf. Im Jahr 1746 verließ er seine Heimat in Richtung Philadelphia, wo er sich im Handel betätigte und einen guten Ruf erwarb. Er nahm auch am dortigen gesellschaftlichen und politischen Leben teil. So wurde er unter anderem Mitglied im Stadtrat und Kurator des Colleges of Philadelphia, der späteren University of Pennsylvania. Während eines Besuchs in Schottland im Jahr 1763 wurde er zum Leiter der Zollbehörde im Hafen von New York City ernannt (Collector of the Port of New York). Bald darauf wurde er Leiter der Steuerbehörde der Provinz New York (Receiver General of New York). Aufgrund dieser Ernennungen verlegte er seinen Wohnsitz von Philadelphia nach New York City.
Beim Ausbruch des Amerikanischen Unabhängigkeitskriegs blieb Elliot der britischen Krone treu. Zwischenzeitlich verließ er New York und lebte in Perth Amboy in New Jersey. Nach der Rückeroberung New Yorks durch die Briten kehrte er in diese Stadt zurück. Am 1. Mai 1777 wurde er zum Leiter des militärischen Polizeigerichts (Military Court of Police) bestellt. Bald darauf leitete er wieder die Zollbehörde. Schließlich wurde er stellvertretender Kolonialgouverneur unter James Robertson. Als sich im Jahr 1783 die Niederlage der Briten abzeichnete gehörte Elliot zu einer Delegation aus New York, die Gespräche mit George Washington aufnahm. Zwischen April und November 1783 amtierte er als letzter (kommissarischer) britischer Kolonialgouverneur. In dieser Zeit wurde der Abzug der britischen Truppen vorbereitet und durchgeführt. Obwohl er von den Amerikanern gut behandelt wurde und ihm auch keine Repressalien wegen seiner britischen Vergangenheit angedroht wurden, fühlte er sich in Amerika nach dem Krieg unsicher. Daher kehrte er nach Schottland zurück. Im Jahr 1790 wurde ihm der Posten des britischen Gesandten in den Vereinigten Staaten angeboten. Dieses Amt lehnte er jedoch ab.
Andrew Elliot starb am 25. Mai 1797 in Jedburgh in Schottland.